# Rue Véronèse
La rue Véronèse est une voie située dans le quartier de la Salpêtrière du 13e arrondissement de Paris.

## Situation et accès
La rue Véronèse débute au 2, rue Primatice et 12, rue Rubens et se termine au 69, avenue des Gobelins.
Elle est accessible par la ligne 7 aux stations Les Gobelins et Place d'Italie.

## Origine du nom
Elle doit son nom au peintre Véronèse, tout comme un grand nombre de rues dans ce secteur dédiées aux peintres contemporains de la manufacture des frères Gobelins.

## Historique
La voie prend sa dénomination actuelle le 2 mars 1867. 

## Bâtiments remarquables et lieux de mémoire
Il existait un orphelinat avec un portail en fer forgé, ainsi qu'un ancien couvent. Le tout a été démoli dans les années 1960.[réf. nécessaire]